# Tryskinie
Tryskinie (ukr. Тріскині, Triskyni) – wieś na Ukrainie, w obwodzie rówieńskim, w rejonie sarneńskim, w hromadzie Sarny. W 2025 liczyła 1509 mieszkańców.
W okresie międzywojennym wieś znajdowała się w granicach II RP, wchodząc w skład gminy Antonówka nad Horyniem w powiecie sarneńskim, w województwie wołyńskim.